# 샐리 콘웨이
샐리 콘웨이(영어: Sally Conway, 1987년 2월 1일~)는 영국의 유도 선수이다. 2016년 하계 올림픽에서 여자 미들급 동메달을 획득했으며 세계 선수권 대회에서 동메달 1개를 획득했다.